# Čakram
Čakram je tradicionalno ročno metalno orožje Sikhov iz Pandžaba v severozahodni Indiji. Čakram je oblikovan kot tanek obroč, ki se je vrtel na kazalcu; zunanji rob je rezilo orožja. Vojščak je vrtel čakram okoli prsta in ko je le-ta dosegel primerno hitrost, ga je zagnal proti sovražniku. Čakram je bil nevaren predvsem proti nezaščitenim delom telesa (npr. vrat). Kljub temu da je bil čakram primarno namenjen metanju, pa se ga je lahko uporabilo za orožje za bližinski spopad. Večje čakrame so vrteli s pomočjo palic.
Iz rodne Indije se je čakram razširil po okoliških državah in razvil. V Tibetu, Maleziji in Indoneziji tako čakram ni tanek, ampak ima polno, zaobljeno telo. Mongolska konjenica je uporabljala podobno orožje, ki pa je imelo koničasti rob.